# C/2017 C1 (NEOWISE)
Pour les articles homonymes, voir NEOWISE et Comète NEOWISE.
C/2017 C1 (NEOWISE) est une comète, de magnitude absolue 16.2, découverte par NEOWISE.